# Campionati europei di nuoto 2000
La XXVª edizione dei campionati europei di nuoto è stata disputata ad Helsinki dal 28 giugno al 9 luglio 2000. La rassegna si è svolta ad un solo anno di distanza dall'edizione precedente per la decisione della LEN di far cadere l'evento negli anni pari.

## Medagliere
| Posizione | Paese       |    |    |    | Totale |
| --------- | ----------- | -- | -- | -- | ------ |
| 1         | Russia      | 16 | 3  | 4  | 23     |
| 2         | Germania    | 7  | 12 | 2  | 21     |
| 3         | Italia      | 6  | 7  | 3  | 16     |
| 4         | Svezia      | 6  | 2  | 3  | 11     |
| 5         | Ucraina     | 4  | 3  | 6  | 13     |
| 6         | Spagna      | 4  | 1  | 6  | 11     |
| 7         | Romania     | 3  | 6  | 5  | 14     |
| 8         | Ungheria    | 3  | 1  | 0  | 4      |
| 9         | Francia     | 1  | 2  | 6  | 9      |
| 10        | Slovacchia  | 1  | 2  | 1  | 4      |
| 11        | Finlandia   | 1  | 1  | 1  | 3      |
| 11        | Svizzera    | 1  | 1  | 1  | 3      |
| 13        | Bielorussia | 1  | 1  | 0  | 2      |
| 13        | Polonia     | 1  | 1  | 0  | 2      |
| 15        | Croazia     | 1  | 0  | 0  | 1      |
| 16        | Paesi Bassi | 0  | 5  | 2  | 7      |
| 17        | Regno Unito | 0  | 2  | 6  | 8      |
| 18        | Danimarca   | 0  | 2  | 2  | 4      |
| 19        | Belgio      | 0  | 1  | 2  | 3      |
| 20        | Lituania    | 0  | 1  | 0  | 1      |
| 21        | Rep. Ceca   | 0  | 0  | 2  | 2      |
| 22        | Austria     | 0  | 0  | 1  | 1      |
| 22        | Israele     | 0  | 0  | 1  | 1      |
| 22        | Turchia     | 0  | 0  | 1  | 1      |
| Totale    | Totale      | 56 | 54 | 55 | 165    |

## Nuoto in acque libere

### Uomini
| Evento | Oro            | Perform.  | Argento         | Perform.  | Bronzo     | Perform.  |
| 5 km   | Luca Baldini   | 55'13"1   | Fabio Venturini | 55'16"4   | David Meca | 55'35"3   |
| 25 km  | Stéphane Lecat | 5h05'22"5 | David Meca      | 5h05'28"9 | Fabio Fusi | 5h06'25"5 |

### Donne
| Evento | Oro          | Perform.  | Argento        | Perform.  | Bronzo           | Perform.  |
| 5 km   | Peggy Büchse | 1h00'26"6 | Britta Kamrau  | 1h00'40"9 | Jana Pechanová   | 1h00'41"6 |
| 25 km  | Peggy Büchse | 5h22'11"1 | Edith van Dijk | 5h24'47"0 | Valeria Casprini | 5h24'52"7 |

## Nuoto

### Uomini
| Evento               | Oro                                                                              | Perform. | Argento                                                                | Perform. | Bronzo                                                                                  | Perform. |
| Stile libero         |                                                                                  |          |                                                                        |          |                                                                                         |          |
| 50 m                 | Aleksandr Popov                                                                  | 21"95    | Pieter van den Hoogenband                                              | 22"35    | Lorenzo Vismara                                                                         | 22"38    |
| 100 m                | Aleksandr Popov                                                                  | 48"61    | Pieter van den Hoogenband                                              | 48"77    | Lars Frölander                                                                          | 49"24    |
| 200 m                | Massimiliano Rosolino                                                            | 1'47"31  | Pieter van den Hoogenband                                              | 1'47"62  | Paul Palmer                                                                             | 1'49"54  |
| 400 m                | Emiliano Brembilla                                                               | 3'48"56  | Dragoș Coman                                                           | 3'48"69  | Paul Palmer                                                                             | 3'50"97  |
| 1500 m               | Ihor Červynskyj                                                                  | 15'05"31 | Emiliano Brembilla                                                     | 15'06"42 | Dragoș Coman                                                                            | 15'10"97 |
| Dorso                |                                                                                  |          |                                                                        |          |                                                                                         |          |
| 50 m                 | Stev Theloke                                                                     | 25"60    | Darius Grigalionis                                                     | 25"61    | David Ortega                                                                            | 26"00    |
| 100 m                | David Ortega                                                                     | 55"50    | Volodymyr Nikolajčuk                                                   | 55"64    | Derya Büyükunçu                                                                         | 55"84    |
| 200 m                | Gordan Kožulj                                                                    | 1'58"62  | Emanuele Merisi                                                        | 2'00"02  | Yoab Gath                                                                               | 2'00"32  |
| Rana                 |                                                                                  |          |                                                                        |          |                                                                                         |          |
| 50 m                 | Mark Warnecke                                                                    | 27"75    | Oleh Lisohor                                                           | 27"81    | Remo Lütolf                                                                             | 27"91    |
| 100 m                | Domenico Fioravanti                                                              | 1'02"02  | Jarno Pihlava                                                          | 1'02"07  | Dmitrij Komornikov                                                                      | 1'02"11  |
| 200 m                | Dmitrij Komornikov                                                               | 2'13"09  | Domenico Fioravanti                                                    | 2'14"87  | Maxim Podoprigora                                                                       | 2'15"07  |
| Delfino              |                                                                                  |          |                                                                        |          |                                                                                         |          |
| 50 m                 | Jere Hård                                                                        | 23"88    | Lars Frölander                                                         | 23"96    | Mark Foster                                                                             | 24"02    |
| 100 m                | Lars Frölander                                                                   | 52"23    | Thomas Rupprath                                                        | 53"38    | James Hickman                                                                           | 53"44    |
| 200 m                | Anatolij Poljakov                                                                | 1'56"73  | James Hickman                                                          | 1'58"44  | Ștefan Gherghel                                                                         | 1'58"54  |
| Misti                |                                                                                  |          |                                                                        |          |                                                                                         |          |
| 200 m                | Massimiliano Rosolino                                                            | 2'00"62  | Christian Keller                                                       | 2'02"02  | Xavier Marchand                                                                         | 2'02"06  |
| 400 m                | István Batházi                                                                   | 4'18"51  | Cezar Bădiță                                                           | 4'19"42  | Johann Le Bihan                                                                         | 4'20"50  |
| Staffette            |                                                                                  |          |                                                                        |          |                                                                                         |          |
| 4x100 m stile libero | Russia Denis Pimankov Dmitrij Černyšev Andrej Kapralov Aleksandr Popov           | 3'18"75  | Germania Stefan Herbst Lars Conrad Christian Tröger Stephen Kunzelmann | 3'19"16  | Francia Romain Barnier Nicolas Kintz Hugo Viart Frédérick Bousquet                      | 3'20"37  |
| 4x200 m stile libero | Italia Massimiliano Rosolino Matteo Pelliciari Simone Cercato Emiliano Brembilla | 7'16"52  | Germania Michael Kiedel Christian Keller Stefan Herbst Stefan Pohl     | 7'18"96  | Paesi Bassi Martijn Zuijdweg Marcel Wouda Mark van der Zijden Pieter van den Hoogenband | 7'19"91  |
| 4x100 m misti        | Russia Vladislav Aminov Dmitrij Komornikov Dmitrij Černyšev Aleksandr Popov      | 3'39"29  | Svezia Matthias Ohlin Martin Gustavsson Lars Frölander Stefan Nystrand | 3'40"43  | Ucraina Volodymyr Nikolajčuk Oleh Lisohor Andriy Serdinov Pavlo Chnykin                 | 3'40"91  |

### Donne
| Evento               | Oro                                                                           | Perform. | Argento                                                               | Perform. | Bronzo                                                                | Perform. |
| Stile libero         |                                                                               |          |                                                                       |          |                                                                       |          |
| 50 m                 | Therese Alshammar                                                             | 24"44    | Wilma van Rijn                                                        | 25"46    | Olha Mukomol                                                          | 25"54    |
| 100 m                | Therese Alshammar                                                             | 54"41    | Martina Moravcová                                                     | 54"45    | Mette Jacobsen                                                        | 55"31    |
| 200 m                | Natallja Baranoŭskaja                                                         | 1'59"51  | Martina Moravcová                                                     | 2'00"08  | Camelia Potec                                                         | 2'00"32  |
| 400 m                | Jana Kločkova                                                                 | 4'09"41  | Natallja Baranoŭskaja                                                 | 4'11"37  | Camelia Potec                                                         | 4'11"71  |
| 800 m                | Flavia Rigamonti                                                              | 8'29"16  | Chantal Strasser                                                      | 8'31"36  | Kirsten Vlieghuis                                                     | 8'37"94  |
| Dorso                |                                                                               |          |                                                                       |          |                                                                       |          |
| 50 m                 | Nina Živanevskaja                                                             | 28"76    | Diana Mocanu                                                          | 28"85    | Ilona Hlavácková                                                      | 29"18    |
| 100 m                | Nina Živanevskaja                                                             | 1'01"02  | Diana Mocanu                                                          | 1'01"54  | Louise Ørnstedt                                                       | 1'01"88  |
| 200 m                | Nina Živanevskaja                                                             | 2'09"53  | Diana Mocanu                                                          | 2'11"62  | Antje Buschschulte                                                    | 2'12"04  |
| Rana                 |                                                                               |          |                                                                       |          |                                                                       |          |
| 50 m                 | Ágnes Kovács                                                                  | 31"68    | Zoe Baker                                                             | 32"00    | Sylvia Gerasch                                                        | 32"02    |
| 100 m                | Ágnes Kovács                                                                  | 1'08"38  | Sylvia Gerasch                                                        | 1'09"28  | Svitlana Bondarenko                                                   | 1'09"81  |
| 200 m                | Beatrice Căslaru                                                              | 2'26"76  | Ágnes Kovács                                                          | 2'26"85  | Karine Bremond                                                        | 2'28"20  |
| Delfino              |                                                                               |          |                                                                       |          |                                                                       |          |
| 50 m                 | Anna-Karin Kammerling                                                         | 26"40    | Karen Egdal                                                           | 26"97    | Martina Moravcová                                                     | 26"98    |
| 100 m                | Martina Moravcová                                                             | 58"72    | Otylia Jędrzejczak                                                    | 58"97    | Johanna Sjöberg                                                       | 59"29    |
| 200 m                | Otylia Jędrzejczak                                                            | 2'08"63  | Mette Jacobsen                                                        | 2'08"77  | Mireia García                                                         | 2'10"44  |
| Misti                |                                                                               |          |                                                                       |          |                                                                       |          |
| 200 m                | Jana Kločkova Beatrice Căslaru                                                | 2'12"57  | non assegnato                                                         | -        | Sue Rolph                                                             | 2'15"82  |
| 400 m                | Jana Kločkova                                                                 | 4'39"78  | Beatrice Căslaru                                                      | 4'41"64  | Yseult Gervy                                                          | 4'46"15  |
| Staffette            |                                                                               |          |                                                                       |          |                                                                       |          |
| 4x100 m stile libero | Svezia Louise Jöhncke Johanna Sjöberg Anna-Karin Kammerling Therese Alshammar | 3'42"38  | Italia Luisa Striani Sara Parise Cecilia Vianini Cristina Chiuso      | 3'45"31  | Belgio Nina van Koeckhoven Liesbet Dreesen Sofie Goffin Tine Bossuyt  | 3'46"42  |
| 4x200 m stile libero | Romania Camelia Potec Simona Păduraru Ioana Diaconescu Beatrice Căslaru       | 8'03"17  | Italia Luisa Striani Cecilia Vianini Sara Parise Sara Goffi           | 8'08"14  | Francia Solenne Figuès Laetitia Choux Katarine Quelennec Alicia Bozon | 8'08"30  |
| 4x100 m misti        | Svezia Therese Alshammar Emma Igelström Johanna Sjöberg Louise Jöhncke        | 4'06"00  | Belgio Sofie Wolfs Brigitte Becue Fabienne Dufour Nina van Koeckhoven | 4'09"52  | Romania Raluca Udroiu Beatrice Căslaru Diana Mocanu Camelia Potec     | 4'10"05  |

## Tuffi

### Uomini
| Evento              | Oro                                       | Perform. | Argento                                   | Perform. | Bronzo                                   | Perform. |
| Tuffi individuali   |                                           |          |                                           |          |                                          |          |
| Trampolino 1m       | Alexander Mesch                           | 370.53   | Dmitrij Bajbakov                          | 363.00   | Joona Puhakka                            | 347.16   |
| Trampolino 3m       | Dmitrij Sautin                            | 681.48   | Stefan Ahrens                             | 641.94   | Aleksandr Dobroskok                      | 634.59   |
| Piattaforma 10m     | Dmitrij Sautin                            | 710.07   | Heiko Meyer                               | 635.97   | Igor' Lukašin                            | 634.98   |
| Tuffi sincronizzati |                                           |          |                                           |          |                                          |          |
| Trampolino 3m       | Germania Tobias Schellenberg Andreas Wels | 331.98   | Russia Aleksandr Dobroskok Dmitrij Sautin | 328.56   | Spagna Rafael Álvarez José Miguel Gil    | 293.46   |
| Piattaforma 10m     | Russia Igor' Lukašin Dmitrij Sautin       | 323.46   | Ucraina Aleksandr Skripnik Roman Volodkov | 292.74   | Regno Unito Leon Taylor Peter Waterfield | 280.20   |

### Donne
| Evento              | Oro                                 | Perform. | Argento                                        | Perform. | Bronzo                              | Perform. |
| Tuffi individuali   |                                     |          |                                                |          |                                     |          |
| Trampolino 1m       | Vera Il'ina                         | 275.28   | Heike Fischer                                  | 256.83   | Natal'ja Umyskova                   | 252.00   |
| Trampolino 3m       | Julija Pachalina                    | 578.37   | Dörte Lindner                                  | 528.72   | Anna Lindberg                       | 523.77   |
| Piattaforma 10m     | Svetlana Timošinina                 | 482.34   | Ute Wetzig                                     | 476.73   | Olena Župina                        | 475.86   |
| Tuffi sincronizzati |                                     |          |                                                |          |                                     |          |
| Trampolino 3m       | Russia Vera Il'ina Julija Pachalina | 312.00   | Germania Dörte Lindner Conny Schmalfuss        | 272.52   | Ucraina Genna Sorokina Olena Župina | 263.88   |
| Piattaforma 10m     | Germania Anke Piper Ute Wetzig      | 268.05   | Russia Evgenja Ol'ševskaja Svetlana Timošinina | 265.20   | Ucraina Olha Leonova Olena Župina   | 246.54   |

## Nuoto sincronizzato
| Evento  | Oro                                     | Perform. | Argento                               | Perform. | Bronzo                             | Perform. |
| Solo    | Ol'ga Brusnikina                        | 99.200   | Virginie Dedieu                       | 98.080   | Gemma Mengual                      | 96.240   |
| Duo     | Russia Ol'ga Brusnikina Marija Kiselëva | 99.360   | Francia Virginie Dedieu Myriam Lignot | 97.160   | Spagna Gemma Mengual Paola Tirados | 96.080   |
| Squadra | Russia                                  | 99.520   | Italia                                | 97.480   | Francia                            | 97.000   |